# Contremoulins
Contremoulins – miejscowość i gmina we Francji, w regionie Normandia, w departamencie Sekwana Nadmorska.
Według danych na rok 1990 gminę zamieszkiwało 231 osób, a gęstość zaludnienia wynosiła 53 osoby/km² (wśród 1421 gmin Górnej Normandii Contremoulins plasuje się na 674. miejscu pod względem liczby ludności, natomiast pod względem powierzchni na miejscu 739.).